# 마에바시번
마에바시번(일본어: 前橋藩 まえばしはん[*])은 코즈케국 군마군 우마야바시 (현 군마현 마에바시시)에 설치되었던 번이다. 처음에는 우마야바시/마야바시번(厩橋藩)이라 했으며, 번청은 마에바시성이다. 후에 사카이가 제 5대 번주 사카이 타다타카 시대에 지명ㆍ번명ㆍ성명을 일괄적으로 마에바시ㆍ마에바시번ㆍ마에바시성으로 고쳤다고 한다 (『直泰夜話』을 출처로 하지만, 4대 타다키요 시대의 문서는 모두 "마에바시"이기 때문에, 타다키요 시대에는 이미 "마에바시"가 일반화 되어 있었던 것으로 보인다).

## 번의 역사

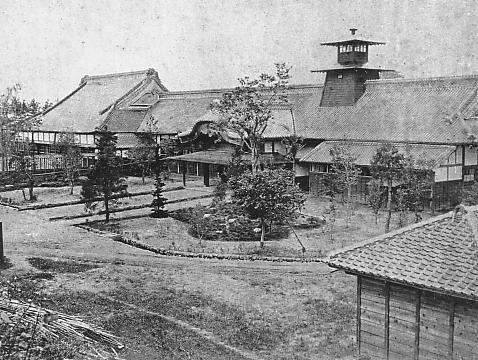
마츠다이라씨 시대의 마에바시성 혼마루고텐 (메이지 유신 후, 군마현 청사로 사용되던 시기의 사진)

도요토미 정권하의 덴쇼 18년 (1590년), 도쿠가와 이에야스의 관동 입봉에 수반해, 가신 히라이와 치카요시가 우마야바시 3만 3천석 (『도쿠가와 실기』 『간세이중수제가보』에 의한다. 『번한보』 『마에바시풍토기』 『이에야스공 관동어입국지행할』에 의하면 3만석)으로 봉해졌다.
에도 막부 개부 이듬해인 게이초 6년 (1601년)에 히라이와가는 코후번으로 전봉되었고, 같은 후다이 다이묘 중진이자 도쿠가와가와 같은 선조로 전해지는 사카이가가 무사시 카와고에번에서 3만 3천석으로 입봉했다. 2대 번주 타다요는 헤야즈미 시절에 이세사키ㆍ오오고를 다스리고 있었고, 타다요가 마에바시번주가 되자, 이 지역도 마에바시번에 추가되었다. 막부 로쥬를 지낸 타다요는 카미사토미, 후지오카, 타마무라, 무사시국 한자와군 지내를 가증받아, 12만 2500여 석이 되었다. 3대 번주 타다유키 시대에 이타바나, 오오도, 미노쿠라, 아카호리의 헤야즈미료 3만 석을 더해 15만 2500여 석이 되었다. 4대 번주 타다키요가 계승한 것은 10만석으로, 헤야즈미료 3만석을 반납하였고, 2만 5천석은 동생인 사카이 타다요시에게 주어져, 이세사키번을 입번하였다. 무엇보다 사카이 타다요시가 코모로번으로 이봉된 후, 영지는 마에바시번으로 복귀했고, 게다가 카즈사 쿠루리도 가증되었기 때문에, 타다키요 시기 말기에는 15만 석이 되었다. 타다키요는 4대 쇼군 도쿠가와 이에츠나 시기에 다이로로서 막부 정치에 영향력을 가지고 있었으며, 타다키요는 본국에서 번 정치를 하지 않았으나, 이 무렵 번의 정치 경제는 확립되었고, 특히 비단 거래에서 번성했다. 5대 번주 타다아키 (훗날의 타다타카)는 13만 석을 계승하고, 2만 석은 동생인 사카이 타다히로에게 주어져, 이세사키번을 입번, 타다타카 시기 말기에는 가증을 받아 15만 석으로 돌아왔다. 6대 번주 타다미는 가독을 이은지 겨우 3개월 만에 사망했기 때문에, 뒤를 이은 어린 7대 번주 치카요시의 치세 초기에는 할아버지 타다타카가 집정을 했다. 치카요시의 집정이었던 타다타카는 호에이 7년 (1710년), 로쥬에게 전봉을 청원한 바가 있다. 겐로쿠 12년 (1699년)의 풍수해를 겪은 이래, 마에바시 영내와 마에바시성까지 도네강(토네가와)의 침식으로 해마다 손해를 입어, 호에이 3년 (1706년)에는 토네가와 범람으로 혼마루 산소노야구라(三層の櫓)가 붕괴되는 등, 번 재정에 압박을 받고 있었다. 간엔 2년 (1749년), 9대 번주 타다즈미는 노중수좌가 된 후에, 전봉을 획책, 같은 석고에서도 실질적 수량이 많다고 생각된 하리마 히메지번으로 전봉되었다. 또한, 전봉에 반대한 쿠니가로, 카와이 사다츠네는 후에 칼부림 사건을 일으키고 말았다.
대신 히메지에서 마에바시 마츠다이라가의 마츠다이라 토모노리가 15만 석으로 입봉했다. 하지만, 입봉 시점에서 마에바시성은 혼마루를 포기하고 산노쿠루와로 이전하기로 결정되었을 정도로 손해를 입었고, 그 이전에 무려 9차례의 전봉을 경험한 마츠다이라가에게 마에바시성 공사는 또 다른 재정부담이었다. 이후에도 토네가와에 의한 마에바시성 피해가 확대되었기 때문에, 호레키 13년 (1763년)에 막부 실지견분을 거쳐, 메이와 4년 (1767년), 무사시 카와고에성으로 거성을 이전하게 되었고, 이후를 카와고에번이라고 불렀고, 마에바시는 카와고에번의 섬처럼 떨어져있는 영지가 되었다. 카와고에는 당시 아키모토씨의 영지였으나, 마츠다이라씨에게 주어진 것은 그 중 3만여 석으로, 소령의 과반은 여전히 코즈케국 내에 존재했다. 마에바시성은 메이와 5년 (1768년), 철거 명령이 내려져 폐성되었다. 이후, 오랫동안 폐성 상태가 계속되어, 터에는 카와고에번의 분령으로 마에바시 진야가 놓여저 그 지배를 대락 1세기동안 받게 되었다.
그 사이에도 마에바시로의 귀성 시도는 행해졌으며, 분카 14년 (1817년)에는 마에바시 영민으로부터 카와고에번주 마츠다이라 나리츠네에게 귀성을 요구하는 탄원서가 제출되었다. 나리츠네는 번 재정 개선을 목적으로 히메지나 쇼나이로의 전봉을 요청한 인물이지만, 덴포 9년 (1838년)에는 마에바시성으로의 귀성과, 2만 석의 가증을 바라는 내원서를 막부에 제출했다.
분큐 3년 (1863년) 11월 7일, 전년부터 3차례에 걸쳐 마에바시성 재건출 내원서를 막부에 제출해온 카와고에 번주 마츠다이라 나오카츠에게 염원하던 마에바시성 재건축과 귀성이 허용되었다. 이 배경에는 막부의 분큐 개혁의 일환인 부국강병 정책에 따른 것 (재축내원서에는 카와고에성이 좁고, 군사조련을 위한 공터도 없는 것을 들었다), 토네가와의 치수사업이 진행되어 위험이 제거된 것, 요코하마 개항에 의해 주요 수출상품이 된 생사 상인들의 재건축 자금 헌금이 있었던 것으 들 수 있다. 영민으로부터는 7만 7673여 량의 헌금이 있었지만, 이 모두가 재건축 자금으로 충단된 것은 아니고, 가신의 하사금이 되는 등, 궁핍했던 번 재정을 구하는 일로도 이어졌다. 분큐 원년 (1861년) 이래, 카와고에번은 칠분삼의작 (七分三擬作, 70%를 감봉)이라는 지행차상을 시할 정도로 번 재정도 가신도 곤궁해졌으며, 마에바시성 재건축은 영민에 의한 헌금을 전제로 하고 있었다. 3년 8개월에 이르는 대규모 축성을 거쳐, 게이오 3년 (1867년) 2월 2일, 마에바시성의 재건축이 완료되어, 카와고에번의 고쿠다카는 17만 석은 그대로 하고, 거성만 마에바시성으로 이전했다 (이때 영지가 재편되어, 카와고에성은 마츠다이라 야스히데가 8만 4천석으로 입봉한다). 이에 따라 이후에는 마에바시번으로 불리지만, 곧 대정봉환ㆍ왕정복고의 대호령이 되었다. 보신전쟁이 시작되고, 도쿠가와 요시노부가 근신하자, 마에바시번은 재빨리 신정부에 공순의 뜻을 보였지만, 떨어져있는 영지였던 카즈사 훗츠에서는 반대로 훗츠 진야가 구 막부군에 둘러싸여 가로가 자살한 끝에, 나중에 신정부로부터 내통을 의심받는 사건이 일어났다 (자세한 것은 <코가와라 사미야>의 항목 참조).
메이지 4년 (1871년), 폐번치현에 의해 마에바시현이 되었고, 그 후에 군마현에 편입되었다.

## 역대 번주

### 사카이가
후다이 다이묘　3만 3천석 → 5만 2천석 → 12만 2천석 → 15만 2천석 → 15만 석 → 13만 석 → 15만 석 (1601년 - 1749년)
1. 사카이 시게타다 〔종5위하・카와치노카미〕
2. 사카이 타다요 〔종4위하・우타노카미(雅楽頭), 시종, 다이로〕 마키노가의 구령 (오오고)를 추가해 5만 2천석 → 가증에 의해 12만 2천석
3. 사카이 타다유키 〔종4위하・아와노카미〕 타다유키의 헤야즈미 시대의 영지 3만석을 더해 15만 2천석
4. 사카이 타다키요 〔종4위하・우타노카미, 사콘에노쇼쇼(左近衛少将)　다이로〕 분지 등에 의해 15만석
5. 사카이 타다타카 〔종4위하・우타노카미〕 분지에 의해 13만석 → 가증에 의해 15만삭
6. 사카이 타다미 〔종4위하・우타노카미〕
7. 사카이 치카요시 〔종4위하・우타노카미〕
8. 사카이 치카모토 〔종4위하・우타노카미, 시종〕
9. 사카이 타다즈미 〔종4위하・우타노카미, 사콘에노쇼쇼, 노중수좌〕

### 마에바시 마츠다이라가
신판 다이묘 　15만석 (1749년 - 1767년)
1. 마츠다이라 토모노리 〔종4위하・야마토노카미〕→ 카와고에번으로

### 마에바시 마츠다이라가 (재)
카와고에번에서 이봉　17만석 (1867년 - 1871년)
1. 마츠다이라 나오카츠 〔종4위상・야마토노카미, 소장, 시종　政事総裁職〕
2. 마츠다이라 나오카타 〔마에바시번지사, 마에바시현지사〕

## 번교
사카이씨 시대
- 코코도(好古堂) - 겐로쿠 4년 (1691년) 마에바시성 산노쿠루와(三の曲輪)에 창설
- 큐치도(求知堂) - 겐로쿠 13년 (1700년) 오오고(大胡)에 창설

마츠다이라씨 시대
- 하쿠유도(博喩堂) - 분세이 10년 (1827년) 카와고에에 개설된 강학소를 게이오 2년 (1866년)에 마에바시로 이전

## 막부 말기의 영지
『구고구령취조장(旧高旧領取調帳) 데이터베이스』에서, 581개 마을・21만 555여 석
- 코즈케국 (211개 마을・8만 8,824여 석)
  - 군마군 중 - 60개 마을
  - 세타군 중 - 102개 마을
  - 사이군 중 - 2개 마을
  - 나와군 중 - 15개 마을
  - 닛타군 중 - 21개 마을
  - 야마다군 중 - 1개 마을
  - 오우라군 중 - 10개 마을 (館林藩에 편입)
- 시모츠케국 (7개 마을・1,323여 석)
  - 아소군 중 - 4개 마을 (그 중, 1개 마을は真岡知県事에 편입)
  - 아시카가군 중 - 3개 마을
- 히타치국 (32개 마을・1만 3,446여 석)
  - 코우치군 중 - 25개 마을
  - 츠쿠바군 중 - 7개 마을
- 무사시국 (144개 마을・5만 8,938여 석)
  - 타마군 중 - 13개 마을
  - 사이타마군 중 - 11개 마을
  - 히키군 중 - 63개 마을
  - 코마군 중 - 19개 마을 (그 중, 1개 마을은 니라야마현에 편입)
  - 이루마군 중 - 11개 마을
  - 한자와군 중 - 2개 마을
  - 코다마군 중 - 4개 마을 (그 중, 2개 마을은 이와하나현에 편입)
  - 치치부군 중 - 7개 마을 (그 중, 2개 마을은 이와하나현에 편입)
  - 나카군 중 - 3개 마을
  - 오오사토군 중 - 11개 마을 (그 중, 2개 마을은 우라와현에 편입)
- 아와국 (68개 마을・2만 1,387여 석)
  - 아사이군 중 - 31개 마을 (나가오번에 편입)
  - 헤이군 중 - 19개 마을 (그 중, 12개 마을은 나가오번, 4개 마을은 니시오번, 3개 마을은 아와 카츠야마번에 편입)
  - 아와군 중 - 18개 마을 (그 중, 16개 마을은 나가오번, 2개 마을은 타테야마번에 편입)
- 카즈사국 (106개 마을・2만 1,588여 석)
  - 아마하군 중 - 15개 마을 (그 중, 9개 마을은 사누키번, 5개 마을은 나가오번, 1개 마을은 코쿠보번에 편입)
  - 스에군 중 - 15개 마을 (그 중, 7개 마을은 사쿠라이번, 6개 마을은 이이노번, 2개 마을은 아와 카즈사 지현사, 1개 마을은 나가시마번에 편입)
  - 모우다군 중 - 73개 마을 (그 중, 38개 마을은 하나부사번, 25개 마을은 쿠루리번, 6개 마을은 미요시 요시다번, 2개 마을은 사쿠라이번, 1개 마을은 미카미번, 1개 마을은 아와 카즈사 지현사에 편입)
  - 이치하라군 중 - 3개 마을 (키쿠마번에 편입)
- 오우미국 (13개 마을・5,046여 석)
  - 쿠리타군 중 - 10개 마을
  - 야스군 중 - 2개 마을
  - 가모우군 중 - 1개 마을

메이지 유신 이후, 코마군 5개 마을 (구 막부령), 이루마군 2개 마을 (구 막부령), 한자와군 2개 마을 (구 하타모토령), 오오사토군 1개 마을 (구 막부령), 코우치군 2개 마을 (구 막부령), 군마군 77개 마을 (구 막부령 47개 마을, 구 하타모토령 23개 마을, 구 타카시마번령 18개 마을), 세타군 43개 마을 (구 막부령 39개 마을, 구 하타모토령 4개 마을), 우스이군 10개 마을 (구 막부령 9개 마을, 구 하타모토령 1개 마을), 나와군 2개 마을 (구 하타모토령) 등이 추가되었다. 또한, 상급(相給)도 있기 때문에, 마을 수의 합계는 일치하지 않는다.

## 참고문헌
- 코다마 코우타・키타지마 마사모토 감수 『藩史総覧』 신진부츠오우라이샤 (新人物往来社), 1977년
- 『別冊歴史読本24 江戸三百藩 藩主総覧 歴代藩主でたどる藩政史』 신진부츠오우라이샤, 1977년
- 나카지마 시게오 (中嶋繁雄) 『大名の日本地図』 분슌신쇼, 2003년
- 마에바시시 사편 위원회 (前橋市史編さん委員会)『前橋市史　第二巻』 마에바시시, 1973년

## 같이 보기
- 마츠야마 진야

| 전임 코즈케국 | 행정구역상 변경 1867년 - 1871년 (마에바시번 → 마에바시현) | 후임 군마현 (1차) |